# Zjazdowa Turnia (Dolina Kobylańska)
Zjazdowa Turnia – skała w Dolinie Kobylańskiej na Wyżynie Olkuskiej we wsi Kobylany, w gminie Zabierzów, w powiecie krakowskim, w województwie małopolskim. Znajduje się w dolnej części orograficznie prawych zboczy doliny, pomiędzy Turnią z Krokiem i Turnią Długosza.
Dolina Kobylańska jest jednym z najbardziej popularnych terenów wspinaczki skalnej. Skały posiadają dobrą asekurację. Zbudowana z wapieni. Zjazdowa Turnia znajduje się na terenie otwartym. Ma wysokość 26–30 m i połogie, pionowe lub przewieszone ściany. Są w nich takie formacje skalne jak filar, komin i zacięcie. Przez wspinaczy skalnych zaliczana jest do Grupy Zjazdowej Turni. Wspinacze poprowadzili na niej 15 dróg wspinaczkowych o trudności od III+ do VI.6+ w skali polskiej. Mają wystawę południową lub południowo-wschodnią. Wszystkie drogi mają zamontowane punkty asekuracyjne: ringi (r) i stanowisko zjazdowe (st).

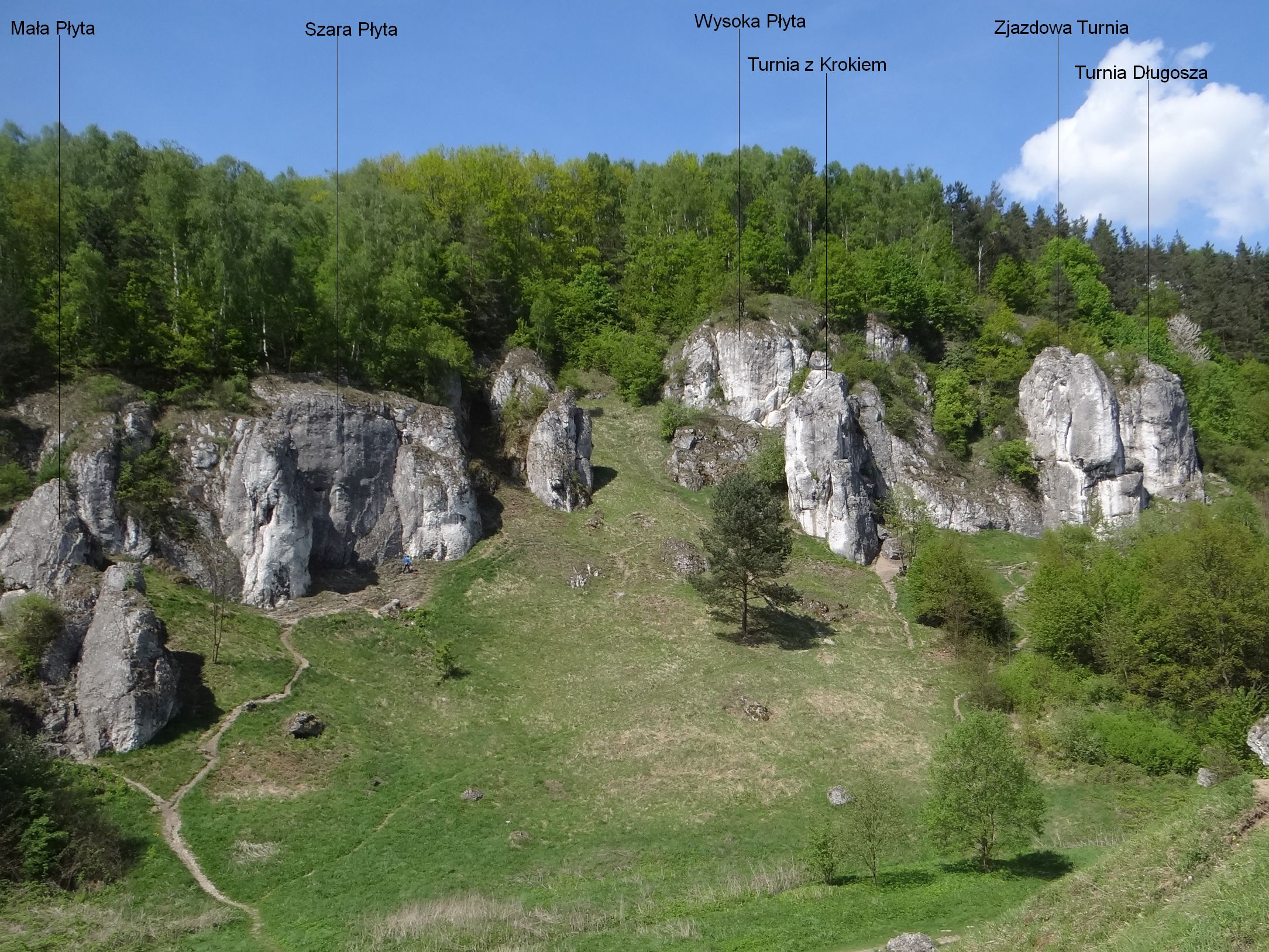
Położenie
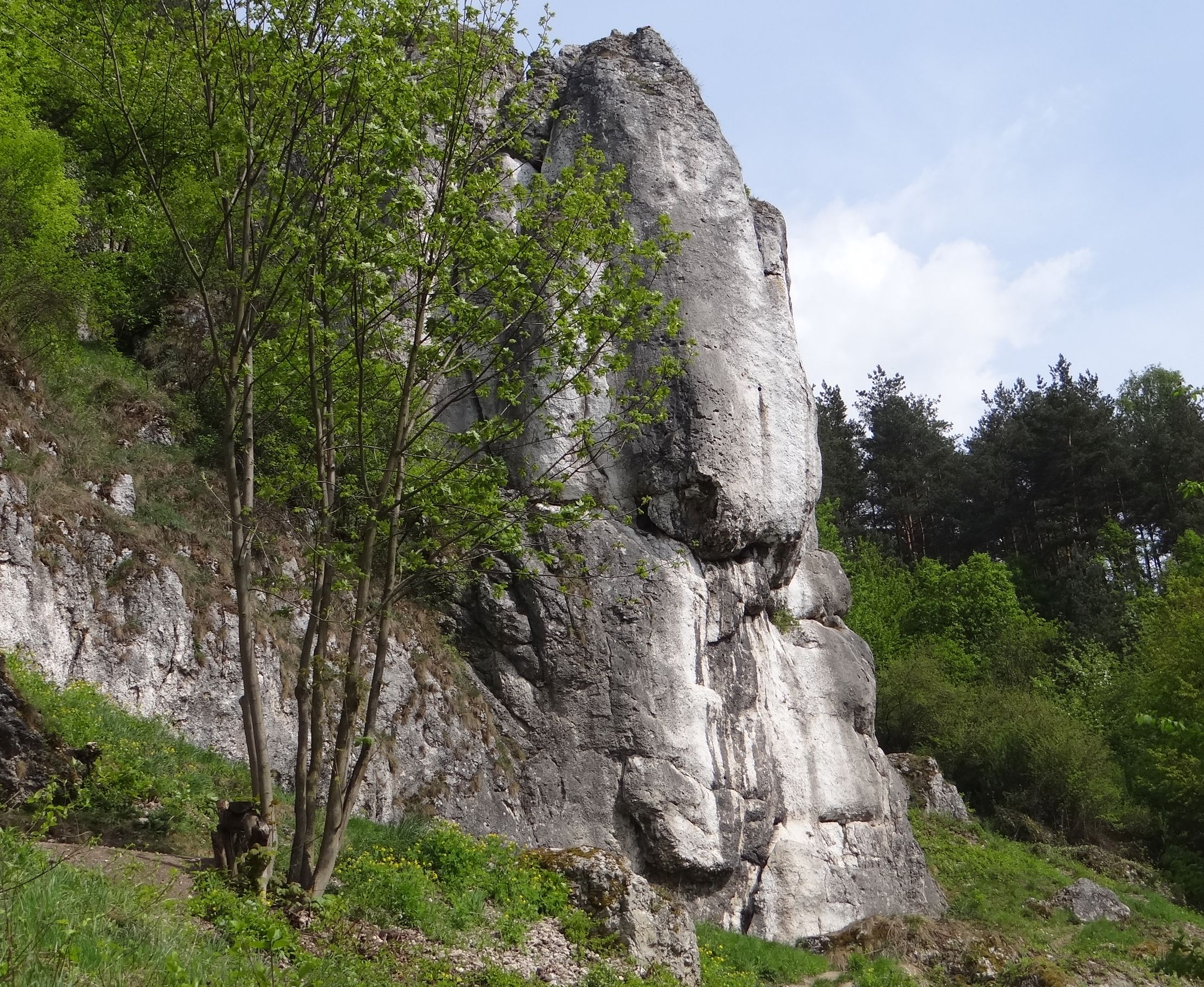
Zjazdowa Turnia od południowego zachodu
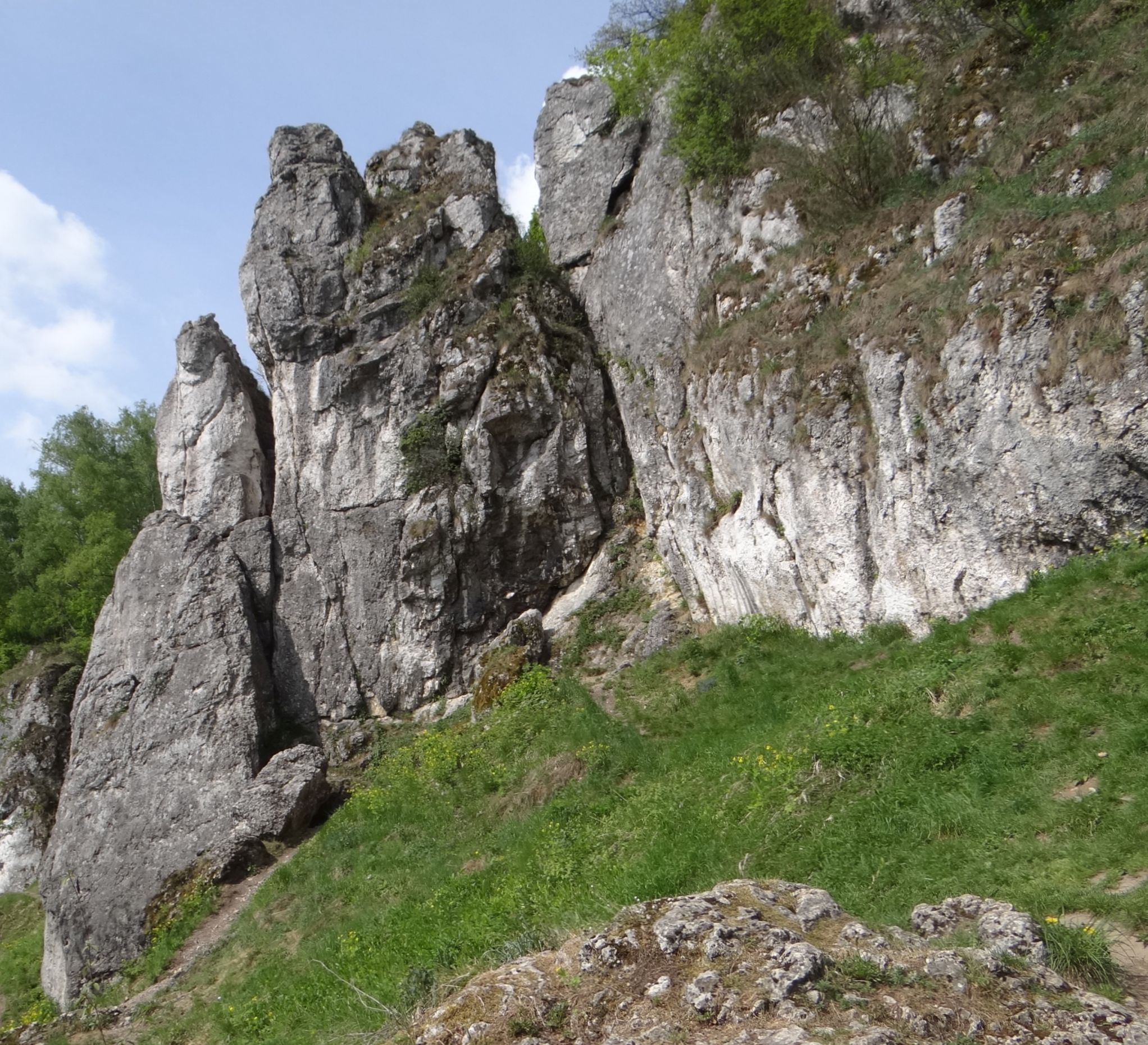
Zjazdowa Turnia od północnego wschodu
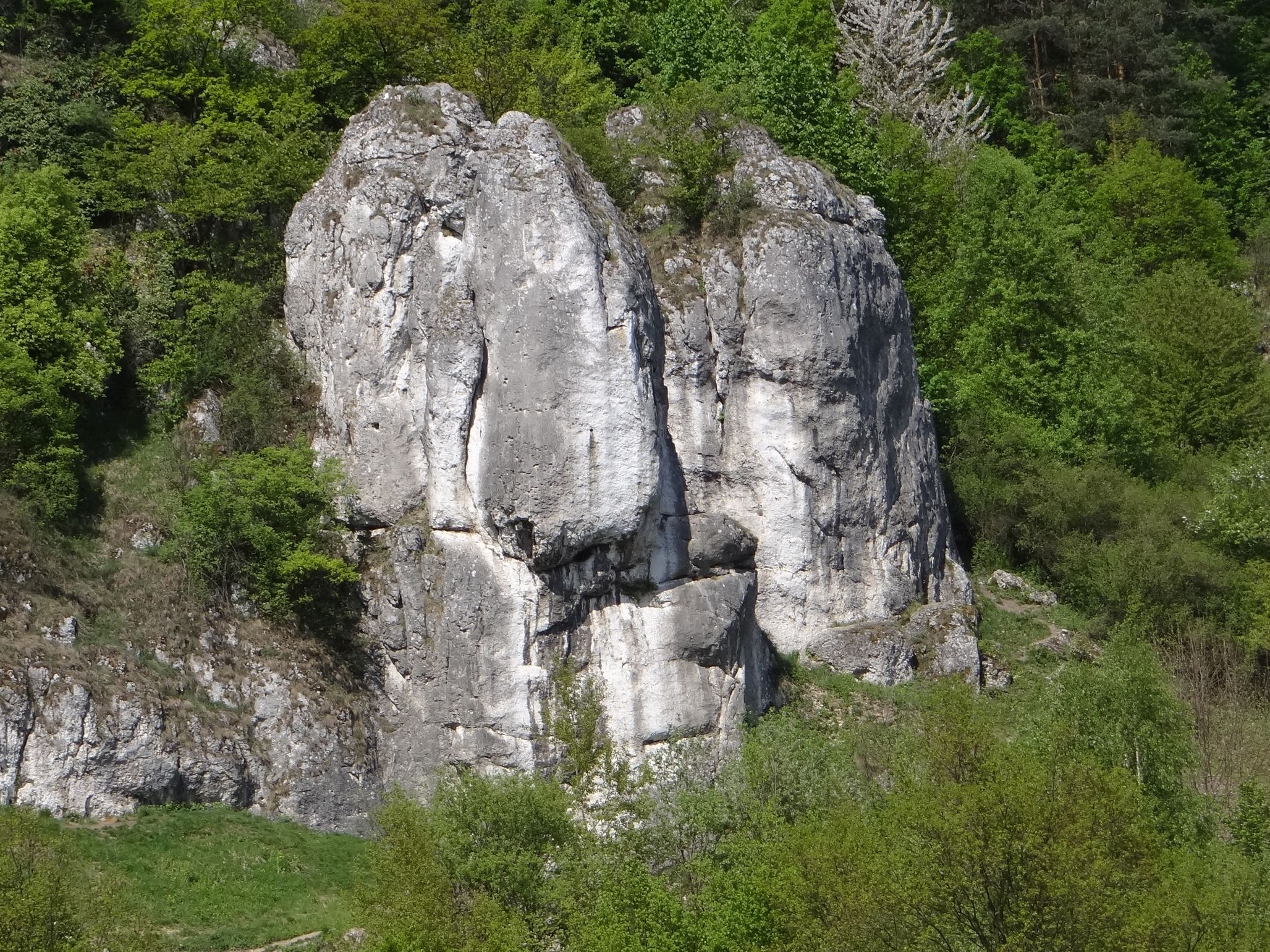
Zjazdowa Turnia i Turnia Długosza

## Drogi wspinaczkowe
1. Południowy komin; IV, 11r + st, 30 m
2. Strzeż się bazyliszka; VI.2, 7r + st, 30 m
3. Lewa pirania; VI.1+, 8r + st, 30 m
4. Prostowanie piranii; VI.2+, 11r + st, 30 m
5. Prostowanie filara Zjazdowej; VI.5, 12r + st, 30 m
6. Filar Zjazdowej; VI.3+, 12r + st, 30 m
7. Fitzcarraldo; VI.4+, 10r + st, 30 m
8. Rozgrzeszenie; VI.6+, 11r + st, 30 m
9. Likwidator; VI.4+, 6r + st, 30 m
10. Propozycja Marcisza; VI.3 8r + st, 30 m
11. Lewa Funiówka; VI.1+, 8r + st, 30 m
12. Międzyfuniówka; VI.2, 7r + st, 30 m
13. Funiówka; VI+, 9r + st, 30 m
14. Ostatki Kobylańskie; VI.1 9r + st, 30 m
15. Północny komin; III+, 2r + 2h + st, 15 m[3].